# Manatsu no Tremolo
 (mars 2012).
Si vous disposez d'ouvrages ou d'articles de référence ou si vous connaissez des sites web de qualité traitant du thème abordé ici, merci de compléter l'article en donnant les références utiles à sa vérifiabilité et en les liant à la section « Notes et références ».
Singles de Wink
Kitto Atsui Kuchibiru ~Remain~
(1991) Haitoku no Scenario
(1991)
Manatsu no Tremolo (真夏のトレモロ) est le 11e single du duo japonais Wink.

## Présentation
Le single sort le 19 juin 1991 au Japon sous le label Polystar. Il atteint la 2e place du classement de l'Oricon ; il reste classé pendant 13 semaines, pour un total de 225 000 exemplaires vendus.
La chanson-titre a été utilisée comme thème musical pour une publicité pour le produit Headphone Stereo S-35 de la marque Panasonic. Elle figurera sur l'album Queen of Love qui sort un mois plus tard, ainsi que sur la plupart des compilations du groupe, dont Raisonné, Diary, Reminiscence, Wink Memories 1988-1996, Treasure Collection ; elle sera aussi remixée sur les albums Diamond Box de fin d'année, Jam the Wink de 1996, et Para Para Wink! de 2000 ; sa version instrumentale figurera sur l'album karaoke Fairy Tone 2 de fin d'année. 
La chanson en "face B", Shake it, figurera quant à elle sur la compilation de "faces B" Back to Front de 1995, et sera aussi remixée sur Jam the Wink.

## Liste des titres
| 1. | Manatsu no Tremolo (真夏のトレモロ) | Neko Oikawa   | Takashi Kudo |  |
| 2. | Shake it                            | Yoshiko Miura | KE-Y         |  |